# Robert Pelikán

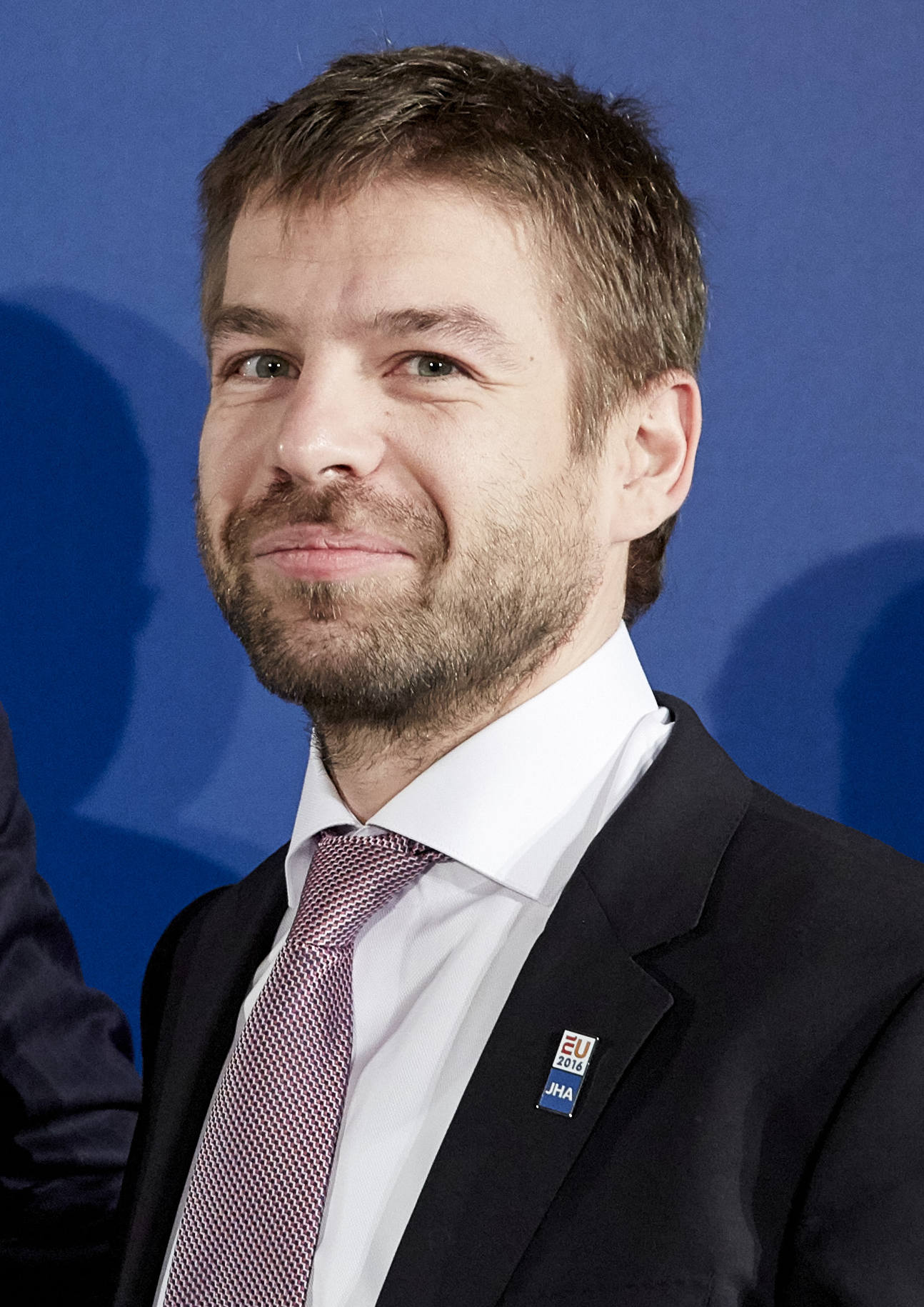
Robert Pelikán (2016)

Robert Pelikán (* 18. November 1979 in Prag) ist ein tschechischer Anwalt und Politiker. Von März 2015 bis Juni 2018 war er Justizminister der Tschechischen Republik.
Pelikán stammt aus einer Anwaltsfamilie, seine Mutter Irena Pelikánová ist Universitätsprofessorin und Richterin am Gericht der Europäischen Union. Pelikán studierte an der juristischen Fakultät der Karls-Universität und arbeitete dann dort als externer Mitarbeiter. Im Jahr 2010 erlangte er den Doktor der Rechte. Als Anwalt verteidigte er zum Beispiel die Stadt Karlsbad in einem Eigentümerstreit um die dortige KV Arena.
Im Jahr 2013 begann Pelikán als Rechtsberater für die Partei ANO 2011 zu arbeiten. Am 4. Juni 2014 wurde er zum Stellvertreter von Justizministerin Helena Válková und am 15. März 2015, nach deren Rücktritt, zu ihrem Nachfolger in der seit Januar 2014 amtierenden Regierung Bohuslav Sobotka ernannt. Er zog nach seinem Amtsantritt die Aufmerksamkeit der Medien auf sich, da er gelegentlich mit dem Fahrrad zur Arbeit ins Ministerium fuhr.
In der Regierung Andrej Babiš I, die am 13. Dezember 2017 vereidigt wurde, behielt er sein Amt.